# Geayia ovata
Geayia ovata är en kvalsterart som först beskrevs av Albert Burke Wolcott 1900.  Geayia ovata ingår i släktet Geayia och familjen Krendowskiidae. Inga underarter finns listade i Catalogue of Life.